# Confederazione Internazionale dei Sindacati Liberi
La Confederazione Internazionale dei Sindacati Liberi, o CISL Internazionale (International Confederation of Free Trade Unions - ICFTU), fu un'unione sindacale internazionale nata a Londra il 7 dicembre 1949 dalla scissione della Federazione sindacale mondiale. 

## Storia
Nel 1949, all'inizio della Guerra fredda, un gran numero di federazioni sindacali nazionali non comuniste (tra cui l'AFL-CIO statunitense, il TUC britannico, il FO francese, la CISL italiana e l'UGT spagnola), contestando il dominio comunista delle istituzioni centrali della FSM, abbandonarono l'organizzazione.
Queste federazioni diedero poi vita alla Confederazione Internazionale dei Sindacati Liberi, durante una conferenza a Londra a cui parteciparono rappresentanti di 53 Paesi. Fra i membri fondatori presenti alla conferenza di Londra vi era la neonata CISL italiana, appena scissa dalla CGIL. Il 1º gennaio 1952 anche la UIL entrò a far parte dell'ICFTU.
Dal 1950 l'ICFTU ha attivamente reclutato nuovi membri dalle regioni in via di sviluppo dell'Asia prima e successivamente dell'Africa. Con la fine dell'Unione Sovietica, i membri della Federazione sono aumentati vertiginosamente da 87 milioni nel 1988 a 100 milioni nel 1992, quando le federazioni sindacali dei paesi dell'ex blocco sovietico hanno aderito alla CISL.
Il 1º novembre 2006 l'ICFTU ha terminato di esistere essendosi fusa con la Confederazione mondiale del lavoro (CML) dando vita alla Confederazione sindacale internazionale (CSI) in inglese International Trade Union Confederation (ITUC).

## Struttura

### Segretari generali
1949: Jacobus Hendrik Oldenbroek
1960: Omer Becu
1967: Harm Buiter
1972: Otto Kersten
1982: John Vanderveken
1992: Enzo Friso
1995: Bill Jordan
2002: Guy Ryder

### Presidenti
1949: Paul Finet
1951: Vincent Tewson
1953: Omer Becu
1957: Arne Geijer
1965: Bruno Storti
1972: Donald MacDonald
1975: P. P. Narayanan
1992: Roy Trotman
2000: Fackson Shamenda
2004: Sharan Burrow